# Myosorex bururiensis
Myosorex bururiensis — це вид землерийки, що походить із Бурунді. Вперше був описаний Peterhans et al. у 2010 році, і визначається широким шестикутним черепом, коротким хвостом і довгими кігтями. Мешкає у вологих тропічних гірських лісах].